# 通化市第一中学校
通化市第一中学校，简称通化一中，为中国吉林省重点中学。学校始建于1946年。1958年被评为吉林省重点高中，2003年被评为省示范性普通高中。学校占地面积53000平方米，建筑面积38381平方米。学校教学楼、图书办公楼、综合实验楼、宿舍楼、艺术楼、餐饮中心、体育馆等教学设施齐全，功能完善。每年都有一些优秀毕业生升入全国重点大学。

## 学校概况

### 学校位置
学校位于通化市文萃路 301 号，临锦绣家园、东昌区育红小学

### 学校简介
学校现有教学班48个，在校学生2860人，教职工224人。其中有特级教师2人，高级教师70人，国家、省、市级学科带头人和骨干教师28人，具有研究生学历20人。学校占地面积53000平方米，教学楼、图书办公楼、综合实验楼、宿舍楼、艺术楼、餐饮中心、体育馆等建筑面积38381平方米，绿化面积8000平方米。经过多年的大量投入，学校的教学设备不断更新，跨入全地区一流行列。

### 办学目标
建现代特色学校  办人民满意教育

### 培养目标
培养具有全球视野高品质中国人

### 办学理念
厚德 启智 思远 求真

### 校训
学会做人  学会学习  学会生活

### 校风
严谨 求实 开拓 创新 和谐 发展

### 教风
爱岗敬业为人师表教书育人与时俱进

### 学风
勤奋学习 诚实守信 奋发向上 敢于创新

## 教学特色

### 办学理念
通化一中旧教学楼
学校始终牢固树立“树人为本、张扬个性、全面发展、科学铸校”的办学理念，不断改革管理体制，注重精细化管理，积极实施素质教育，推进高中新课程改革，大力实施“质量立校、人才强校”战略，实现了规划、结构、质量的有机统一，推动了学校全面、和谐、可持续发展。
学校牢固树立育人为本，德育为先的思想理念，坚持全员育人，全过程育人，全方位育人。德育工作以感恩教育为突破口，以社会主义荣辱观为主线，坚持“三级谈话”的德育方法，广泛开展了丰富多彩的系列教育活动，培养了学生良好的生活习惯、学习习惯和扎实的学习基础。心存感恩，报效祖国的思想理念激励着每一位一中学子。

### 管理体制
学校采取“扁平化”的年级管理体制，变传统的“校长—副校长—教务处主任—教研组长—教师”的五层组织结构为“校长—级部校长—教师”的三层组织结构，同时提出了“以学定教、以测促学、过程前移”的教学管理新模式，人力资源得到合理配置，使学校的管理模式正朝着科学、规范的方向稳步迈进。
学校重视对青年教师的培养，通过开展讲座、师徒帮教、发挥骨干教师的辐射作用等方法和途径，使青年教师的专业知识和业务水平，迅速得到提高。青年教师的成长、成熟形成了学校师资队伍整体的良性循环，使学校的教育教学工作步入了又好又快发展的快车道。
学校以“夯实环节管理，严格过程督导，积极推进精品课堂建设”为目标。通过采取走出去，请进来的方式，通过开展以公开教学为载体的学科教研活动、以“学案”和“大练习”为载体的集体备课活动和联考活动，形成了一整套科学、高效的教学管理方法和模式，大面积的提高了教学质量。
科学的管理，人文的关怀，换来了丰硕回报。学校先后被省委、省政府评为模范集体、吉林省先进基层党组织、省级精神文明单位等荣誉称号。学校教学质量不断攀升，始终保持了进入清华、北大录取线；考入清华、北大人数；600分上人数；重点线上线率等项指标的地区领先地位。在全国和吉林省各学科奥林匹克竞赛中也有了突破的进步。同时，考入985,211等学校的学生数量在全省范围内一直处于领先地位，我校于2018高考中再创佳绩，考入985学校的学生达到三位数，在全市乃至全省各高中之中数一数二。
通化一中似清澈的甘泉，滋润着学生求知的心田，通化一中像一道绚丽的彩虹，编织着学生理想的未来。在新世纪的教育改革发展大潮中，通化一中按照“三个满意”总要求，一定会再次实现跨越式发展，办人民满意的教育。

### 校长职责
（一）坚持正确的办学方向，全面贯彻国家的教育方针、政策和法规。遵循《宪法》和《教育法》确定的基本原则，依法治校，认真组织开展学校的教育教学工作，保护师生的合法权益。
（二）接受上级主管部门的领导、指导和监督。定期向上级主管部门请示和汇报工作。
（三）严格执行教育教学法规文件，保证教育计划和教学大纲的执行。
（四）坚持民主集中制，充分发挥领导班子集体的智慧和力量，并接受教职工代表大会的监督。
（五）加强师资队伍建设和管理，组织教师学习政治与钻研业务，注意培养班主任、中青年教师和业务骨干。保证教育教学质量稳定提高。
（六）加快校园、校舍、教学设施、设备等硬件建设。
（七）强化法制安全教育，采取有效措施，防止重大安全事故的发生，保证师生的人身安全。
（八）廉洁从政，以身作则，为人师表，团结协作，开拓进取。
（九）领导组织教育工作，发动全体教职员工坚持不懈地加强学生的思想、政治、品德教育。
（十）领导组织教学工作，坚持以教学为主、全面安排的原则，按国家规定开齐开足课程，正确指导教师进行教学活动。

## 所获荣誉
2020年11月，评为“第二届全国文明校园”；
2020年11月，入选吉林省人力资源和社会保障厅和吉林省公安厅发布的全省禁毒工作先进集体拟表彰名单；
2022年3月，被全国妇联授予2021年度全国三八红旗集体。